# Chất bôi trơn âm đạo
Chất bôi trơn âm đạo là một chất lỏng được sản xuất tự nhiên giúp bôi trơn âm đạo của phụ nữ. Chất bôi trơn âm đạo luôn luôn có mặt, nhưng việc sản sinh ra chất bôi trơn tăng đáng kể gần rụng trứng và trong khi hưng phấn tình dục với quan hệ tình dục sắp xảy ra. Khô âm đạo là tình trạng mà chất bôi trơn này không đủ, và đôi khi chất bôi trơn nhân tạo được sử dụng để làm tăng độ trơn. Nếu không có đủ bôi trơn, quan hệ tình dục có thể bị đau. Lớp niêm mạc âm đạo không có tuyến, và do đó âm đạo phải dựa vào các phương pháp bôi trơn khác. Huyết tương từ thành âm đạo do co thắt mạch máu được coi là nguồn bôi trơn chính và các tuyến của Bartholin, nằm hơi bên dưới và bên trái và bên phải của introitus (khe mở âm đạo), cũng tiết ra chất nhầy để tăng tiết dịch âm đạo. Gần giai đoạn rụng trứng, chất nhầy cổ tử cung cung cấp thêm chất bôi trơn.

## Dịch âm đạo

### Thành phần

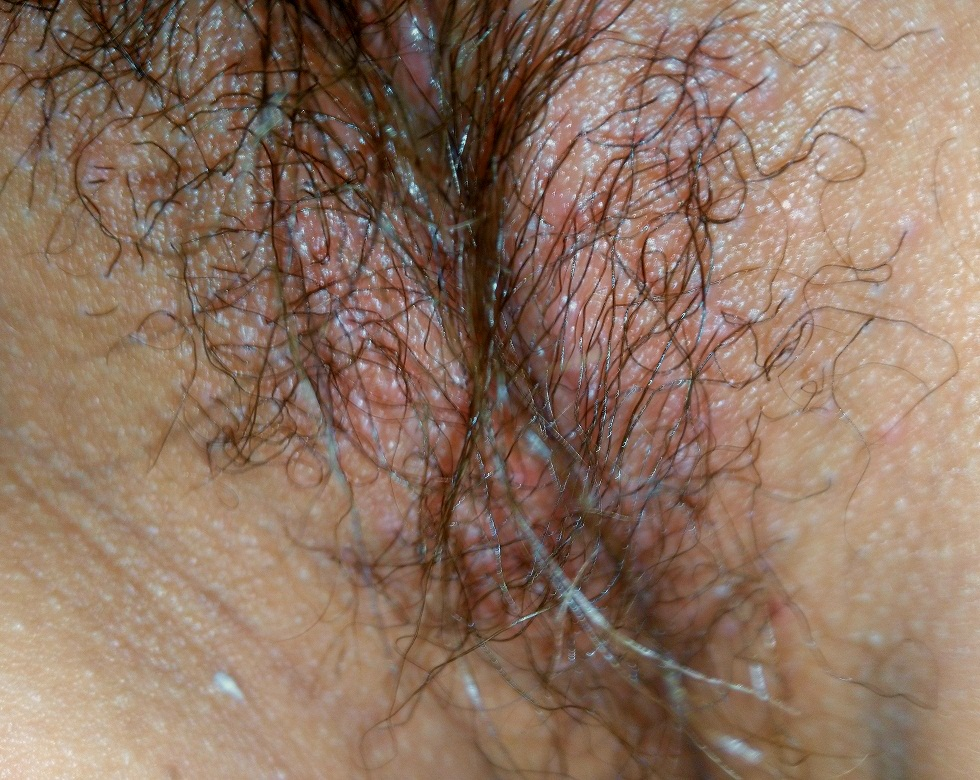
Âm hộ với bôi trơn âm đạo và tiết dịch, giai đoạn hậu sản.

Chất lỏng bôi trơn có thể khác nhau về tính nhất quán, kết cấu, mùi vị, màu sắc và mùi, tùy thuộc vào hưng phấn tình dục, giai đoạn của chu kỳ kinh nguyệt, sự hiện diện của nhiễm trùng, một số loại thuốc, yếu tố di truyền và chế độ ăn uống.
Dịch âm đạo có tính axit nhẹ và có thể trở nên axit hơn với một số bệnh lây truyền qua đường tình dục. Độ pH bình thường của dịch âm đạo là từ 3,8 đến 4,5, trong khi tinh dịch của nam giới có độ pH thường nằm trong khoảng từ 7,2 đến 7,8 (pH trung tính là 7,0).

### Sản xuất
Âm đạo của con người được phục vụ nhờ các dây thần kinh đáp ứng với polypeptide đường ruột (VIP). Hậu quả là VIP gây ra sự gia tăng lưu lượng máu âm đạo kèm theo sự gia tăng bôi trơn âm đạo. Các phát hiện cho thấy VIP có thể tham gia vào việc kiểm soát các thay đổi sinh lý cục bộ quan sát được trong quá trình hưng phấn tình dục: giãn mạch sinh dục và tăng bôi trơn âm đạo.

## Khô âm đạo
Bôi trơn không đủ hoặc khô âm đạo ở phụ nữ có thể gây ra chứng khó tiêu, đây là một loại rối loạn đau tình dục. Mặc dù khô âm đạo được coi là một chỉ số cho rối loạn hưng phấn tình dục, khô âm đạo cũng có thể là do không đủ hưng phấn và kích thích hoặc do thay đổi nội tiết tố gây ra bởi mãn kinh (có khả năng gây viêm âm đạo teo), mang thai hoặc cho con bú. Kích thích từ kem tránh thai và bọt cũng có thể gây khô, vì có thể sợ hãi và lo lắng về sự thân mật tình dục. Khô âm đạo cũng có thể là một triệu chứng của hội chứng Sjögren (SS), một căn bệnh rối loạn tự miễn mãn tính, trong đó cơ thể phá hủy các tuyến sản xuất độ ẩm.